# ニューデリー空中衝突事故
ニューデリー空中衝突事故（ニューデリーくうちゅうしょうとつじこ、英語：Charkhi Dadri mid-air collision）は、1996年にインドで発生した空中衝突事故（航空事故）である（別名：チャルキ・ダドリ空中衝突事故）。この事故では両機の乗員乗客合わせて349名全員が死亡し、民間航空機による空中衝突事故としては世界最悪であり、またインド国内で最多の死者数を出した航空事故である。航空機事故ではテネリフェ空港ジャンボ機衝突事故と日本航空123便墜落事故に続いて、世界3番目の死者数を出した事故である。

## 事故機の情報

### サウジアラビア航空763便
サウジアラビア航空763便（ボーイング747-100B、機体記号：HZ-AIH、1982年製造。インド・ニューデリー発サウジアラビア王国・ダーラン経由同国ジッダ行き）には、乗員23名と乗客289名の合計312名が搭乗していた。
機長は45歳男性で、9,837時間の飛行時間を持つ経験豊富なパイロットであった。ほかに副操縦士、航空機関士が乗務していた。
乗客の国籍については複数の説がある。1996年11月14日に掲載された記事によると、インド人215名が搭乗し、その多くがサウジアラビアに出稼ぎに向かうインド人労働者であったとされる。またネパール人が40人、アメリカ人が3人搭乗していたとされる。それに対して別の記事では、乗客名簿にはネパール人9人、パキスタン人3人、アメリカ人2人、バングラデシュ人1人、イギリス人1人、サウジアラビア人1人を含む他国籍の17人が含まれていたと報じられている。12人の乗員はサウジアラビア人であり、そのうち5人はテロ対策の当局者であった。

### カザフスタン航空1907便
カザフスタン航空1907便（イリューシンIl-76貨物機、機体記号：UN-76435、1992年製造。カザフスタン共和国・シムケント発インド・ニューデリー行きチャーター便）には、乗員10名と乗客27名の合計37名が搭乗していた。機長は44歳男性で、9,229時間の飛行時間を有する経験豊富なパイロットであった。ほかに副操縦士、航空機関士、航法士、そして航空管制官との交信を担当する通信士が乗務していた。
1907便はキルギスの会社がチャーターしており、乗客は主にインドへ買い物に向かうロシア系キルギス人であった。またキルギスの貿易商13人が搭乗していた。

## 事故の概略
現地時間1996年11月12日18時32分（世界標準時13時02分）、763便はニューデリーのインディラ・ガンディー国際空港を離陸した。同じ頃、1907便はインディラ・ガンディー国際空港への着陸に向けて763便と同じ空域を降下中であった。両機はガンディー国際空港のアプローチ管制の管制官と交信をとっていた。
離陸直後、763便は初期高度である10,000フィート（3,050m）までの上昇が許可された。一方の1907便は高度23,000フィート (7,000 m)で当該空域に入り、18時32分にインディラ・ガンディー国際空港管制塔に対して高度23,000フィートを飛行していることを報告した。18時34分、1907便は15,000フィート（4,550m）までの降下を許可された。18時36分、763便は1907便と同じ航路を逆方向に進む形で、14,000フィート（4,250m）までの上昇が許可された。18時38分、763便は14,000フィートまで上昇したことを報告し、さらに高度を上げることを要求した。しかし同じ航路に1907便が飛行していたため、管制官は763便に対して高度維持を指示し、763便の副操縦士も復唱した。
18時39分、1907便は管制官に指示された15,000フィートに到達したことを報告したが、実際はそれよりも高い16,348フィート（5,000m）を飛行しており降下中であった。管制官は1907便に対して、12時の方向約14海里 (26 km; 16 mi)の地点に、正対して進行してくるサウジアラビア航空のボーイング747型機がいる事を伝え、同機を視認したら管制官に報告するよう指示した("[There is an] identified traffic 12 o'clock, reciprocal Saudia Boeing 747, 14 miles. Report if in sight.")。1907便は763便を視認している事を管制官に報告した("Now looking 1907.")。なお、1907便の通信士は英語を解さない機長、副操縦士、航空機関士、航法士らに対して管制官からの通信内容を通訳していなかった。
この通報から1分も経たない18時40分に、降下中であったアメリカ空軍の貨物便（ロッキード・C-141B）から、2時の方向で「大きな爆発」を目撃したとの通報があった。管制官は763便と1907便に連絡を試みたが、応答はなかった。両機は空中衝突し、1907便の左翼が763便の左翼を切り裂き、763便の左水平尾翼が1907便の垂直尾翼（垂直尾翼の上端にある水平尾翼も含む）を切断した。763便は操縦不能に陥り、翼から火を噴きながら急降下、空中分解し、時速1,135kmの超音速で地面に激突した。左翼と垂直尾翼の大部分を失った1907便は衝突後約10秒間上昇を続け、高度15,700フィート (4,800 m)に達したところで失速して墜落した。両機の乗員乗客全員が死亡した。
空中衝突はニューデリーのおよそ100km西、チャルキ・ダドリ上空で起きた。763便の残骸はハリヤーナ州ビワニに、1907便の残骸はハリヤーナ州ビロハーに墜落した。

## 事故原因
当初は管制官のミスが疑われたが、事故から3日後、インド政府の事故調査委員会は交信記録を精査し、「管制官に落ち度はなく、指示も適切に行なわれていた」と結論を出した。
その後、レコーダーを捜索する過程で、カザフスタン航空機の高度計が原型を留めた状態で発見されると、副操縦士席と機長席の高度計に数値のズレがあったため、高度計の故障も疑われたが、後に高度計は正常だったことが判明し、事故原因から除外された。

### 1907便の指定高度違反
当時のデリー高等裁判所判事が委員長を務める委員会によって調査が行われた。両機の航空会社並びに航空管制官組合から証言録取書が提出された。またブラックボックスは、ぞれぞれイギリスのファーンバラとモスクワにおいて事故調査官の監督下で解読された。事故に至った最大の原因は1907便のパイロットが管制官の指示に従わなかったこととされた。従わなかった理由として、通信の問題や乱気流が挙げられている。
事故調査委員会は、事故は1907便のパイロットの過失によるものであり、ブラックボックスのデータから指定高度の15,000フィート（4,550m）から14,500フィート（4,400m）に、さらに14,000フィート（4,250m）以下にまで降下していたと判断した。報告書では、この重大な運航手順違反の要因が1907便のパイロットの英語能力の欠如にあると指摘した。1907便では管制官との交信を通信士1人に全面的に依存していた。報告書では、副操縦士または機長、あるいは両者が、最後の無線通信を誤解し763便の高度（14,000フィート、FL140）を1907便に対しての指定高度（本来は15,000フィート、FL150）と誤解した可能性があることを示唆している。
管制官は1907便に対して、「FL150を維持せよ」という指示と「サウディア（763便）は8マイル先、高度はFL140」という情報伝達を行った。しかしながら国際航空言語である英語によって指示した内容を、同機の機長も副操縦士もよく理解していなかった。また、通信士もその内容を直ちに翻訳して伝えなかったため、機長らは交信の中の2つのフライト・レベル（"FL140"と"FL150"）しか把握できなかった。この結果、機長や副操縦士が指示高度を取り違えたと推測されている。
さらに、通信士の座席には飛行計器が用意されておらず、機体の高度などの数値を知るにはほかのパイロットの肩越しに操縦席の計器を読み取る必要があり困難であったと考えられている。これは直前の無線通信で15,000フィートに到達したと報告した時点でもまだ16,000フィートより上を飛行していたことからも推測される。通信士が高度が低すぎることに気付いて「高度が低すぎる！140じゃない！150だ！」と叫び、操縦士は出力を上げ上昇を試みたが、間に合わなかった。
それに対してカザフスタン航空の当局者は、パイロットが積雲の中で乱気流に対応している間に航空機が降下してしまったことが原因であると述べた。
またインドの航空管制官は、ほとんどの国が航行における単位にフィートと海里を使用するのに対し、カザフスタンのパイロットがメートル高度とキロメートル距離を用いることに慣れており、計算を混同することがあると指摘した。
衝突の数秒前に1907便はわずかに上昇し、その後両機が衝突している。これは機体が指定高度以下にいることに、1907便の通信士がその時はじめて気づいてパイロットに上昇を指示したためである。機長はスロットルを全開にして飛行機は上昇したものの、正面方向から飛行してきた763便に空中衝突することとなった。後述の航空事故番組『メーデー!:航空機事故の真実と真相』では、皮肉にももし1907便が上昇していなかったら、1907便は763便の直下を通り抜けられていた可能性があるとしている。
1907便のボイスレコーダーには、パイロットが地面に衝突する前にイスラム教のイスティグファルとシャハーダを唱えている様子が記録されていた。航空管制官組合の弁護士は当日の気象報告を引用して乱気流の存在を否定した一方で、衝突は雲の中で発生したと述べた。またこれは空中衝突を目撃したアメリカ空軍のC-141貨物便の機長、並びにその他乗組員の証言からも裏付けられた。

### インディラ・ガンディー空港の設備的要因
事故を防げなかった要因として、インディラ・ガンディー国際空港のレーダー設備が挙げられた。事故当時インディラ・ガンディー空港のレーダーは旧式の一次レーダーであり、トランスポンダから発される信号を読み取ることができる二次レーダーは設置されていなかった。一次レーダーは距離と方位の測定値を生成することができたが、二次レーダーと異なり航空機の便名、高度などの追加情報は表示されなかった。
また、インディラ・ガンディー空港を発着する民間機は出発と到着の両方において同じ単一の飛行経路を共有する仕組みとなっていたことも遠因とされる。多くの空港は出発と到着において異なる飛行経路を用意しているが、1996年のニューデリーの空域は大部分がインド空軍によって占有されていたために、出発と到着が共通の飛行経路を用いていた。この墜落を受けて事故調査報告書では以下の変更を勧告した。
- 新たな飛行経路の設置による出発航空機と到着航空機の経路分離
- 二次レーダーの設置
- インド領空を飛行する民間航空機への航空機衝突防止装置（ACAS）の義務化
- インド空軍が独占していたニューデリー上空の軍用空域の縮小

## 事故後
インドの民間航空総局は、インドを出入りするすべての航空機に航空機衝突防止装置（ACAS）の装備を義務付けた。すでに米国では空中衝突防止装置（TCAS）の装備が段階的に義務化されていたが、当事故をきっかけとして他国での装備義務化が進むこととなった。
2021年現在、事故の起きたチャルキ・ダドリ地区の行政は空中衝突の犠牲者の慰霊碑建設に向けて取り組みを進めている。犠牲者の名前などが載せられる予定で、同地区に建設予定の記念公園に設置される予定である。ハリヤーナ州政府からの承認を待っており、慰霊碑の設置にあたってインド民間航空省、インド空港局、サウジアラビア大使館、カザフスタン大使館の参加を計画している。

## この事故を扱った番組
ナショナルジオグラフィックチャンネルで放送された航空事故番組『メーデー!:航空機事故の真実と真相』の第6シーズン第4話「CRASH COURSE」がこの事故を扱っている。
- この番組では、763便が空中分解する様子や1907便が左翼を失う場面などは描かれておらず、763便の左翼と1907便の左翼が衝突する再現CGとなっている。
- 通信士の座席に独立した高度計が装備されておらず、操縦士席にある高度計を背中越しに見ているシーンや、空港の管制システムの古さゆえに、管制官が便名と高度の管理を鉛筆書きで行っていたシーンが描かれている。当時管制官が使用していた一次レーダーは航空機の高度がわからない旧式のものであった。二次レーダーは事故の2週間前に稼働する予定であったが、実際に導入されたのは2年後であった。
- また、インディラ・ガンディー国際空港周辺の空域の大半をインド軍が占有しており、民間航空機の使用できる空域が限られていたため混雑していたことも事故の一因として描写している。